# Seven Sisters (uczelnie)
Seven Sisters (Siedem Sióstr) – siedem szkół wyższych w północno-wschodniej części Stanów Zjednoczonych, które powstały, aby dać kobietom możliwość zdobycia wykształcenia na takim poziomie jak męskie uczelnie należące do Ligi Bluszczowej (Ivy League). Nazwa „Siedem Sióstr” weszła w życie w 1926 i obejmuje następujące szkoły:
- Barnard College – założony w 1889;
- Bryn Mawr College – założony w 1885;
- Mount Holyoke College – założony w 1893;
- Radcliffe College – założony w 1879;
- Smith College – założony w 1871;
- Vassar College – założony w 1861;
- Wellesley College – założony w 1870.

Obecnie pięć z tych uczelni kształci tylko kobiety. Vassar College od 1969 jest uczelnią koedukacyjną. Radcliffe College połączył się z Uniwersytetem Harvarda w 1999.